# Грмагеле (село)
Грмагеле (груз. ღრმაღელე) — село в Грузии, на территории Ланчхутского муниципалитета края (мхаре) Гурия.

## География
Село находится в западной части Грузии, на левом берегу реки Супсы, на расстоянии приблизительно 16 километров (по прямой) к западо-юго-западу от города Ланчхути, административного центра муниципалитета. Абсолютная высота — 13 метров над уровнем моря.

## Население
По результатам официальной переписи населения 2014 года, в Грмагеле проживало 835 человек (411 мужчин и 424 женщины). В национальной структуре населения грузины составляли 99,2 %, русские — 0,7 %, армяне — 0,1 %.
| Год  | Население, человек |
| ---- | ------------------ |
| 2002 | 749                |
| 2014 | ↗ 835              |